# 二姚
二姚（?—?），古代虞国国君虞思的两个女儿，有虞氏为姚姓，故称“二姚”。是少康之妻。
夏朝少康失国，流亡到有虞，有虞国君虞思把两个女儿嫁给他。少康收服夏众，诛灭浇，复禹旧绩，即少康中兴。
據野史記載，少康復國後冊立二姚為元妃、亞妃，大姚之子為太子季杼，小姚之子為越君無餘。

## 影視形象

### 電視劇
| 演員           | 年份   | 作品         |
| 冯惠娜、陈吉平 | 1987年 | 《古夏血觞》 |